# Нонет
Нонет — в академічній музиці ансамбль з 9 виконавців (з самостійною партією у кожного) або твір для такого складу виконавців.
Порівняно стійка конфігурація інструментів в нонеті будується на балансі між смичковими і духовими інструментами: флейта, гобой, кларнет, фагот, труба (або валторна), скрипка, альт, віолончель і контрабас. Для такого складу написано, зокрема:
- Великий нонет фа мажор Людвіга Шпора (1813)
- Нонет Жоржа Онсло Op. 77 (1846)
- Нонет Луїзи Фарранк Op. 38 (1850)
- Нонет фа мінор Франца Лахнера (1875)
- Нонет Йозефа Райнбергера Op. 139 (1884)
- Цикл з трьох п'єс «Вічні рухи» (Mouvements perpétuels) Франсіса Пуленка (1918; існують також редакції для фортепіано і для камерного оркестру)
- Нонет Тібора Харшаньї (1930)
- Нонет № 2 Богуслава Мартіну (1959)

Фортепіано введено в нонет Семюела Кольрідж-Тейлора (1894, замість флейти) і нонет № 1 Богуслава Мартіну (1925, замість контрабаса).

У нонеті Карла Черні (1850) струнна секція посилена другою скрипкою, додано фортепіано, а духова секція обмежена кларнетом, фаготом і англійським ріжком.

Антон Веберн в Концерті для дев'яти інструментів (нім. Konzert für neun Instrumente; 1931—1934) прагнув до рівноваги мідного і дерев'яного звучання (флейта, гобой, кларнет vs. труба, тромбон, валторна), ввівши фортепіано і обмеживши струнні скрипкою і альтом.
У XX столітті зустрічалися і більш вигадливі комбінації: так, відомий нонет «Короткі враження про всю Бразилію» (Impressão rápida do todo o Brasil; 1923) Ейтора Вілла-Лобоса написаний для флейти, гобоя, кларнета, фагота, саксофона, фортепіано, арфи, челести і ударних (причому склад використовуваних ударних інструментів вимагає трьох виконавців) з додаванням до інструментального набору змішаного хору.
З виконавських ансамблів, що складалися з дев'яти музикантів, найбільш відомий Чеський нонет, заснований в 1924 році. Спеціально для нього нонети (крім другого нонета Мартіну) складали чеські композитори Йозеф Богуслав Ферстер, Алоїс Габа, Іша Крейчі, а також литовський композитор Єронімас Качинскас.